# Franz von Merveldt
Franz Karl Ferdinand hrabě von Merveldt (14. července 1844 Vídeň – 27. ledna 1916 Vídeň) byl rakouský šlechtic a rakousko-uherský státní úředník. Jako absolvent práv působil od roku 1866 ve státních službách a zastával nižší funkce ve správě rakouských zemí. V letech 1886–1889 byl zemským prezidentem ve Slezsku, v letech 1889–1890 krátce místodržitelem v Horním Rakousku a nakonec dlouholetým místodržitelem v Tyrolsku a Vorarlbersku (1890–1901). Po odchodu do penze byl jmenován členem Panské sněmovny.

## Biografie

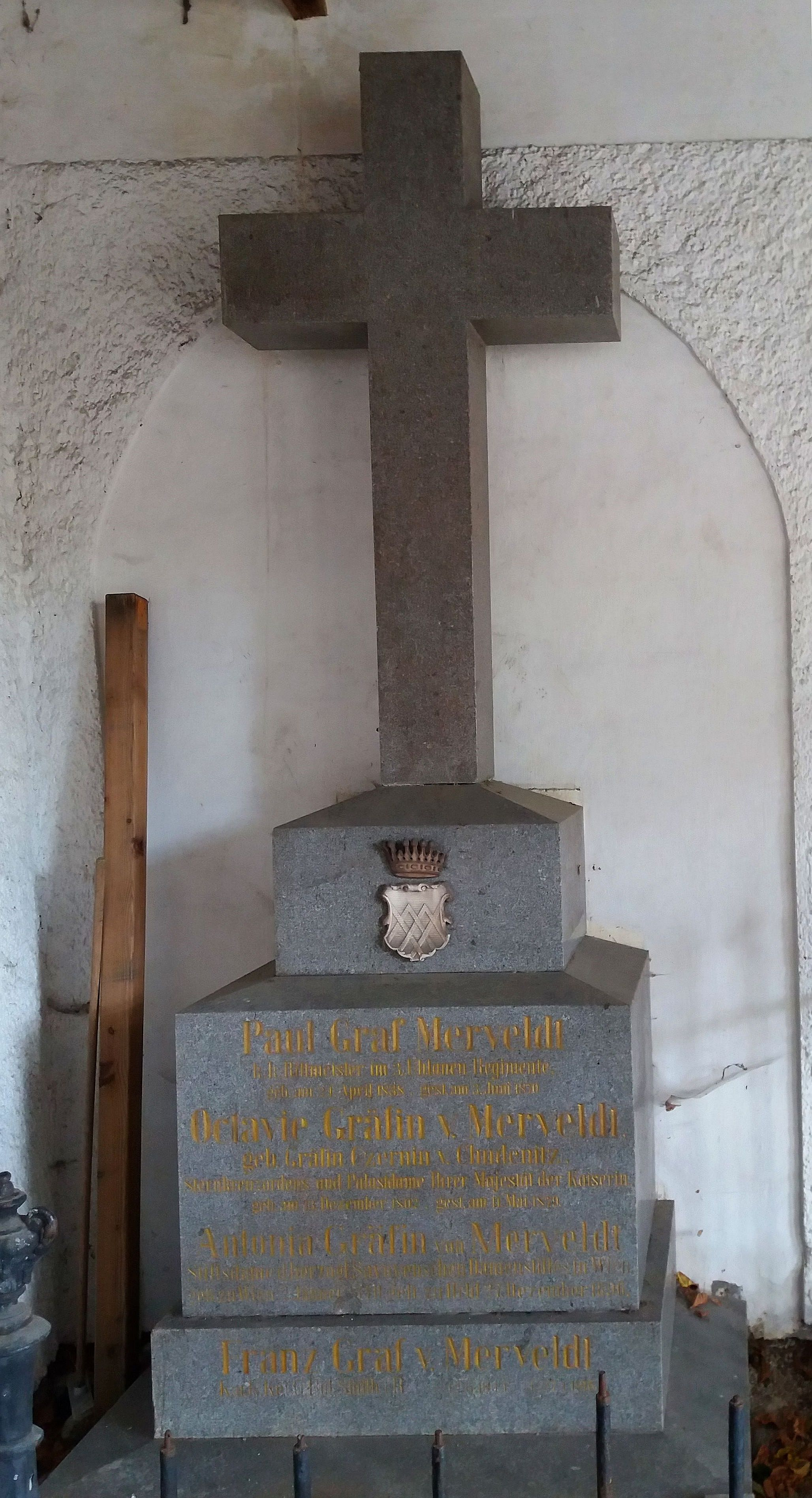
Hrobka rodiny Merveldtů v Bad Ischlu

Pocházel z německého šlechtického rodu usazeného v jedné linii od 18. století v Rakousku, uváděného v minulosti také jako Meerveldt. Narodil se jako mladší syn generálmajora Maxmiliana Merveldta (1797–1849) a jeho manželky Oktavie, rozené hraběnky Černínové z Chudenic (1802–1879). Jeho kmotrem byl arcivévoda František Karel, u něhož tehdy otec působil jako nejvyšší hofmistr. Po maturitě na Skotském gymnáziu (1861) vystudoval práva na Vídeňské univerzitě (1862–1866) a poté vstoupil do státních služeb. Začínal na dolnorakouském místodržitelství, kde byl od roku 1872 okresním komisařem v Sankt Pölten a později působil přímo ve Vídni. V letech 1876–1877 byl krátce místodržitelským tajemníkem ve Štýrském Hradci a v roce 1877 byl přeložen do Salcburska jako okresní hejtman v St. Johann im Pongau. V letech 1879–1881 byl okresním hejtmanem v Leobenu ve Štýrsku a od roku 1881 byl radou zemské vlády v Klagenfurtu. V roce 1884 se vrátil do Salcburku jako dvorní rada zemského prezídia.
V červnu 1886 byl jmenován prezidentem zemské vlády ve Slezsku se sídlem v Opavě. Z titulu této funkce byl zároveň prezidentem zemského finančního ředitelství. Na postu slezského zemského prezidenta setrval tři roky a v letech 1889–1890 byl krátce místodržitelem v Horním Rakousku se sídlem v Linzi. Nakonec řadu let působil jako místodržitel v Tyrolsku se sídlem v Innsbrucku (1890–1901). Z titulu úřadu místodržitele byl v Tyrolsku zároveň prezidentem zemského finančního ředitelství a předsedou zemské školní rady. Do doby jeho funkčního období spadá oficiální návštěva císaře Františka Josefa v Tyrolsku v roce 1893. V prosinci 1901 na vlastní žádost odešel do penze, ale veřejného života se nadále zúčastňoval jako člen různých spolků a organizací.
Zemřel ve Vídni 27. ledna 1916 ve věku 71 let. Spolu s matkou a sourozenci je pochován na hřbitově v Bad Ischlu.
Jeho starší bratr Paul (1838–1870) byl c. k. komořím, sloužil v c. k. armádě, dosáhl hodnosti rytmistra a byl pobočníkem arcivévody Ludvíka Viktora, sestra Antonie (1840–1896) žila neprovdaná v Bad Ischlu a byla čestnou dámou Savojského ústavu šlechtičen ve Vídni.

## Tituly a ocenění
Jako příslušník šlechtického rodu byl v roce 1875 jmenován c. k. komořím a ve funkci tyrolského místodržitele obdržel v roce 1890 titul c. k. tajného rady s nárokem na oslovení Excelence. Za zásluhy byl nositelem Řádu železné koruny I. třídy a velkokříže Řádu Františka Josefa. V zahraničí získal velkokříž württemberského Řádu Fridrichova. Po odchodu do výslužby byl v roce 1901 jmenován doživotním členem Panské sněmovny.